# Azygophleps sponda
Azygophleps sponda is een vlinder uit de familie houtboorders (Cossidae). De wetenschappelijke naam van deze soort werd voor het eerst geldig gepubliceerd in 1875 door Wallengren als Zeuzera sponda.
De soort komt voor in tropisch Afrika.